# David Unaipon

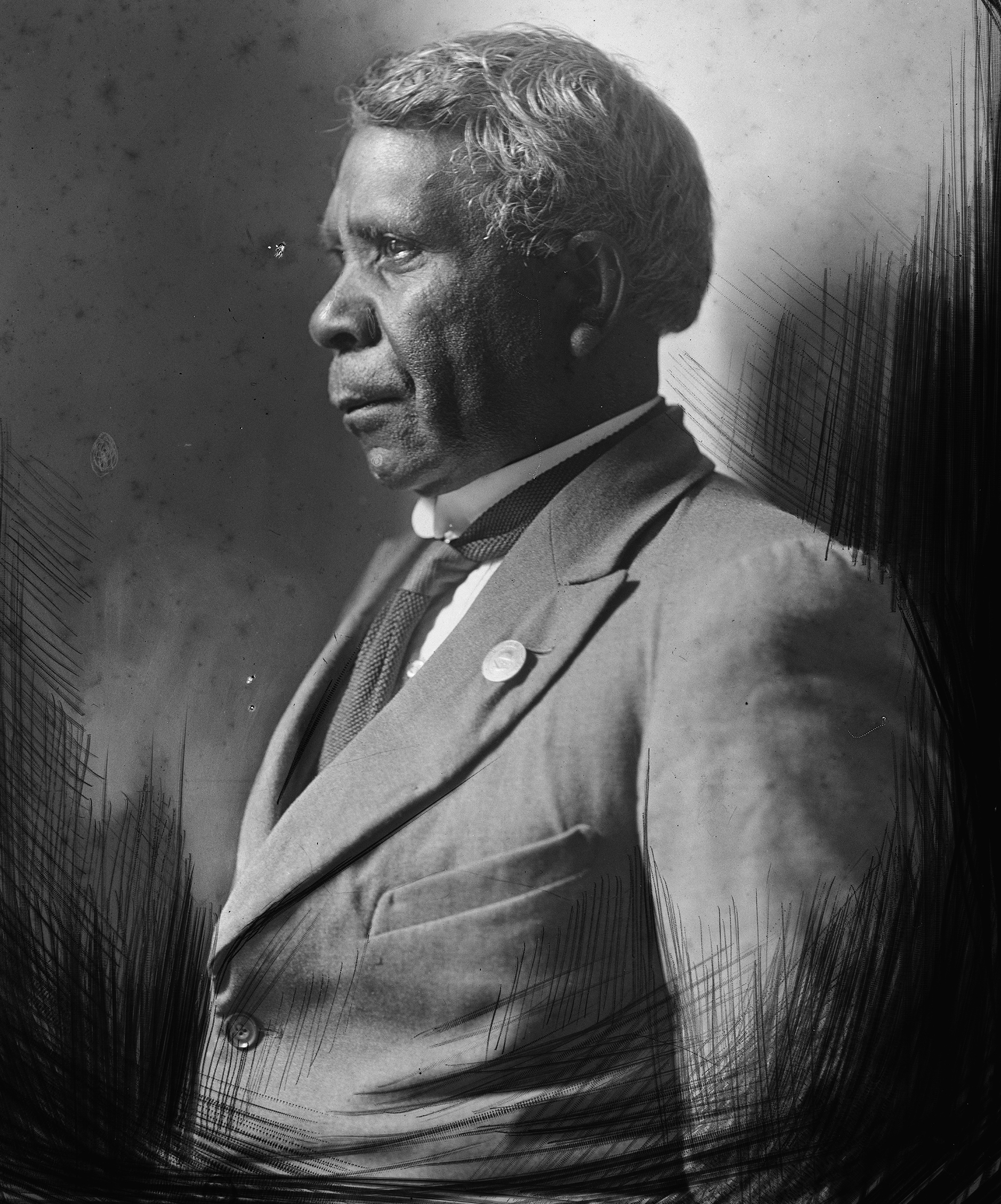

David Ngunaitponi, beter bekend als David Unaipon (Point McLeay Mission, 28 september 1872 - Tailem Bend, 7 februari 1967) was een Aboriginal Australische prediker, uitvinder en auteur.

## Levensloop
Als Ngarrindjeri-man hielp zijn bijdrage aan de Australische samenleving veel stereotypen over de Aboriginals te doorbreken. Ter herdenking van zijn werk staat hij afgebeeld op het Australische biljet van 50 dollar.
- Australian Dictionary of Biography: unaipon-david-8898
- Bibsys: 3057420
- Bibliothèque nationale de France: cb14462131p (data)
- Gemeinsame Normdatei: 1146368747
- International Standard Name Identifier: 0000 0000 6311 2828
- Library of Congress Control Number: n2001050778
- Nationale bibliotheek van Australië: 36572111
- Nederlandse Thesaurus van Auteursnamen: 237731932
- SNAC: w61k2mp5
- Système universitaire de documentation: 075653923
- Trove: 638876
- Virtual International Authority File: 74075614
- WorldCat: E39PBJdM88y3YqHJbYC8mB9qwC